# Viliberto
Viliberto  è un nome proprio di persona italiano maschile.

## Varianti
- Maschili: Villiberto[1], Vilberto
- Femminili: Viliberta[1], Villiberta[1], Vilberta

### Varianti in altre lingue
- Germanico: Willaperht[2], Willabert[2][3], Willibert[2], Willipert[2], Willebert[2]
- Olandese: Wilbert[3]
  - Ipocoristici: Wil[3]

## Origine e diffusione
Nome di scarsissima diffusione in Italia, riprende il germanico Willaperht, composto da vilja (o wil, "volontà", "desiderio") e beraht, ("brillante", "illustre"); il significato complessivo può essere interpretato come "brillante desiderio". I due elementi che compongono il nome sono molto diffusi nell'onomastica germanica: il primo si riscontra anche in Vilfredo e Guglielmo, il secondo in Berto, Roberto, Alberto, Bertrando, Fulberto, Uberto e via dicendo.
Alcune fonti ricollegano a questa origine anche il nome Gilberto.

## Onomastico
Non vi sono santi con questo nome, che quindi è adespota. L'onomastico si può festeggiare il 1º novembre, giorno di Ognissanti.

## Persone

### Variante Vilberto
- Vilberto Stocchi, biologo italiano

### Variante Wilbert
- Wilbert Das, stilista olandese

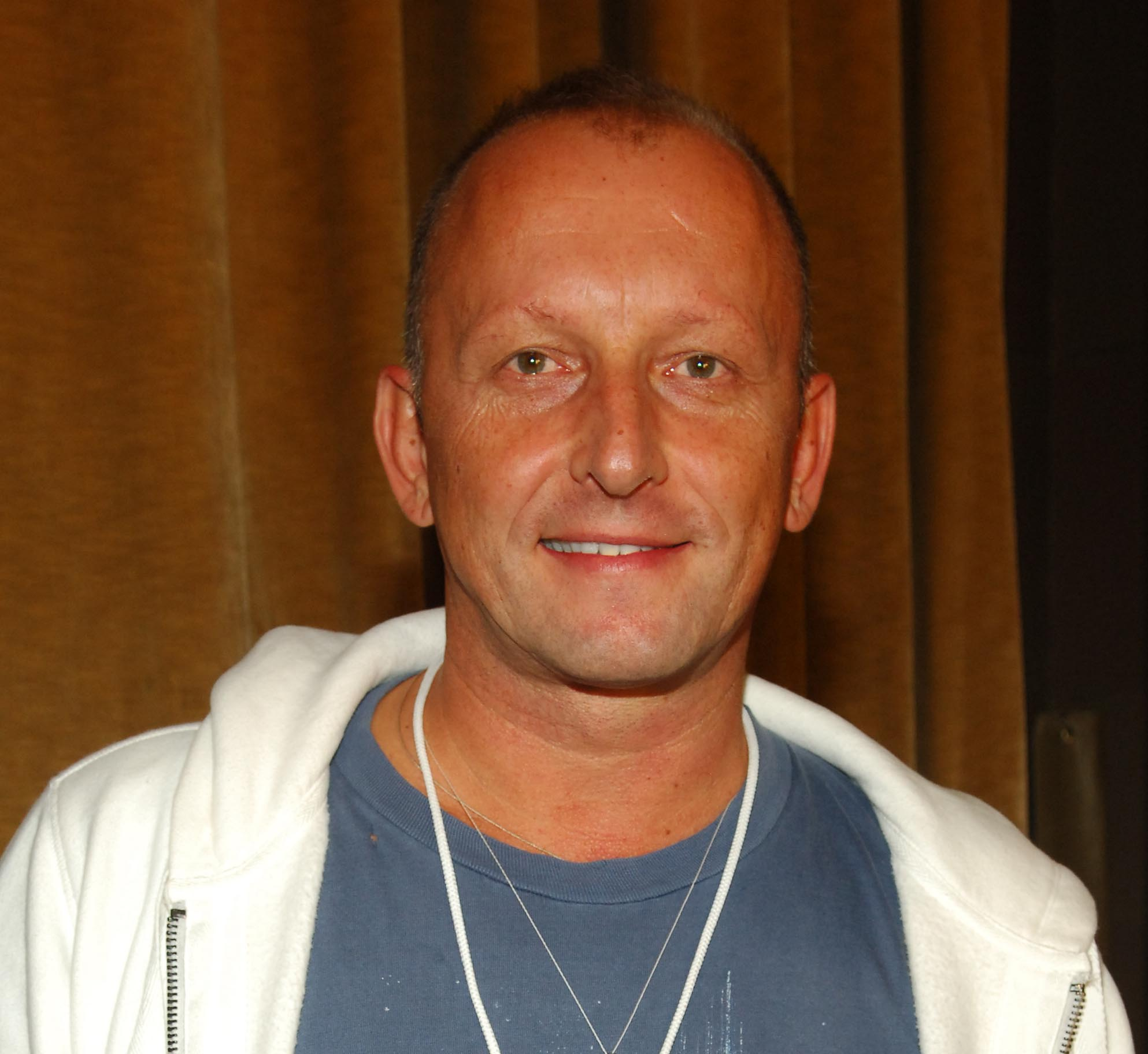
Wilbert Das

- Wilbert Frazier, vero nome di Will Frazier, cestista statunitense
- Wilbert Jones, vero nome di Wil Jones, cestista statunitense
- Wilbert Kautz, cestista statunitense
- Wilbert Robinson, cestista statunitense
- Wilbert Suvrijn, calciatore olandese